# 星をめざして
「星をめざして」（ほしをめざして）は、NEWSの楽曲。同グループ6枚目のシングルとして2007年3月21日に日本、4月4日に台湾で発売された。

## 概要
内博貴と草野博紀がNEWSを脱退し、6人組としての活動再開後の初の音源であり、前作「サヤエンドウ/裸足のシンデレラボーイ」以来約1年ぶりのシングル。再始動を記念し、スペシャルプライスとして一般的なシングルCDの値段と比べ、若干安めに価格が設定されている。
初回生産限定盤にはDVDが封入され、2006年4月30日に仙台で行われた「NEWS SPRING CONCERT TOUR 2006」最終公演のアンコール3曲の模様と、「星をめざして」のジャケット撮影メイキングが収録されている。NEWSのCDにDVDが付属する事、コンサート映像が収録される事は、ともにアルバム『touch』以来である。

## チャート成績
発売初週に24.4万枚を売り上げ、メジャーデビューシングル「希望〜Yell〜」から6作連続でオリコンシングルチャート1位を獲得した。累計売上は31.1万枚である。

## 収録曲

### CD

#### 通常盤
1. 星をめざして
作詞：なかにし礼、作曲：Peter Bjorklund, Johan Sahlen, Claes Andreasson、編曲：あおい吉勇
  - ワーナー・ブラザース映画配給アニメ映画『ハッピー フィート』日本語吹替版イメージソング
  - 文化放送『レコメン!』2007年2月度エンディングテーマ
2. Boom! Boom! POWER
作詞：Shusui、作曲・編曲：Shusui, Stefan Engblom, Axel Bellinder
3. Best Friend
作詞：仲村達史、作曲：Marcus Dernulf, Samuel Waermo、編曲：h-wonder
4. 星をめざして（オリジナル・カラオケ）

#### 初回限定盤
1. 星をめざして
2. Boom! Boom! POWER
3. 紅い花
作詞：岩佐麻紀、作曲：石毛智己、編曲：前口渉

### DVD
※初回限定盤のみ
1. NEWS SPRING CONCERT TOUR 2006 in SENDAI
  1. 夢の数だけ愛が生まれる
  2. 裸足のシンデレラボーイ
  3. サヤエンドウ
2. JACKET SHOOTING

## 映像作品
星をめざして
- Never Ending Wonderful Story
- NEWS CONCERT TOUR pacific 2007 2008 -THE FIRST TOKYO DOME CONCERT
- NEWS LIVE DIAMOND
- NEWS DOME PARTY 2010 LIVE! LIVE! LIVE! DVD!
- NEWS LIVE TOUR 2012 〜美しい恋にするよ〜
  - 4人体制 初披露
- NEWS 10th Anniversary in Tokyo Dome
- NEWS LIVE TOUR 2016 QUARTETTO
- NEWS 15th Anniversary LIVE 2018 "Strawberry"
- NEWS DOME TOUR 2018-2019 EPCOTIA -ENCORE-
- NEWS 20th Anniversary LIVE 2023 in TOKYO DOME BEST HIT PARADE!!! 〜シングル全部やっちゃいます〜
  - 3人体制 初披露

Boom! Boom! POWER
- Never Ending Wonderful Story

Best Friend
- Never Ending Wonderful Story

紅い花
- NEWS LIVE TOUR 2012 〜美しい恋にするよ〜
  - 4人体制 初披露